# Gallmersgarten
Gallmersgarten település Németországban, azon belül Bajorországban. Lakosainak száma 819 fő (2023. december 31.).

## Népesség
A település népessége az elmúlt években az alábbi módon változott:
| Lakosok száma | 266  | 505  | 645  | 782  | 738  | 755  | 739  | 769  | 774  | 819  |
|               | 1875 | 1950 | 1975 | 1987 | 2012 | 2014 | 2016 | 2017 | 2021 | 2023 |